# Victorino Mapa

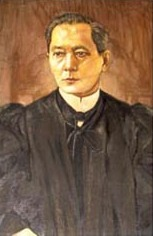
Victorino Mapa

Victorino M. Mapa (Kalibo, 25 februari 1855 - Manilla, 14 april 1927) was een Filipijns minister en opperrechter van het Filipijns hooggerechtshof.

## Biografie
Victorino Mapa werd geboren op 26 februari 1855 in Kalibo in de provincie Aklan. Hij studeerde aan het Colegio de San Juan de Letran en behaalde op 13-jarige leeftijd zijn bachelor-diploma rechten aan de University of Santo Tomas. Aansluitend behaalde hij aan dezelfde universiteit nog een Bachelor of Philosophy, en een Bachelor of Laws & Jurisprudence-diploma. In 1881 slaagde hij voor het toelatingsexamen van de Filipijnse balie (bar exam), waarop hij in 1887 verhuisde naar Iloilo om daar te gaan werken als advocaat. In 1893 werd hij gekozen als burgemeester (capitan municipal) van Iloilo City. Tijdens de Filipijnse revolutie was hij voorzitter van een lokale rechtbank in de Visayas en onderhandelde over de evacuatie van generaal Diego de los Rios uit de provincie op 25 december 1898. In 1901 werd hij door de Amerikaanse president William McKinley benoemd tot rechter van het Filipijns hooggerechtshof. Deze positie behield hij tot hij in 1913 werd benoemd tot minister van Financiën en Justitie. Vanaf 1916 was hij minister van Justitie. Op 23 april 1920 werd Mapa benoemd tot tweede opperrechter van het Filipijns hooggerechtshof. Anderhalf jaar later diende hij wegens een slechte gezondheid zijn ontslag in.
Victorino Mapa overleed in 1927 op 72-jarige leeftijd. De Victorino Mapa High School in Manilla is naar hem vernoemd.